# ЛітАкцент
«ЛітАкцент» — український книжковий вебпортал про сучасну українську та зарубіжну літературу, який працював з 2007 до 2022 року.

## Історія

Старе лого у 2007—2017 роках

«ЛітАкцент» започаткований восени 2007 професором Києво-Могилянської академії Володимиром Панченком, за сприяння видавництво «Темпора» і її головного редактора — Юлії Олійник.
Починаючи з 2021 року сайт перестав співпрацювати з видавництвом «Темпора» і став переживати фінансову кризу. Як заявила редакторка сайту Ірина Троскот: «Хостинг сайту обходиться у $20 щомісяця, і його оплату я як редакторка залишаю за собою. А також працюватиму на волонтерських засадах, тобто без оплати своєї праці — принаймні в цей кризовий час, до того моменту, коли нам вдасться отримати гранти або знайти будь-яке інше відносно стабільне».
У травні 2022 року Ірина Троскот повідомила на сторінці у Facebook, що сайт закривається .

## Вміст
Портал «ЛітАкцент» містив, зокрема, оцінки українських і зарубіжних книжкових новинок літературознавцями.
Творче забезпечення здійснювалось за участі наукового центру досліджень сучасної літератури Національного університету «Києво-Могилянська академія».
Матеріали сайту оновлювались щодня.
Видання щорічно присуджувало літературну премію «ЛітАкцент року».